# Bhalki
Bhalki è una città dell'India di 35.102 abitanti, situata nel distretto di Bidar, nello stato federato del Karnataka. In base al numero di abitanti la città rientra nella classe III (da 20.000 a 49.999 persone).

## Geografia fisica
La città è situata a 18° 1' 60 N e 77° 13' 0 E e ha un'altitudine di 586 m s.l.m..

## Società

### Evoluzione demografica
Al censimento del 2001 la popolazione di Bhalki assommava a 35.102 persone, delle quali 18.703 maschi e 16.399 femmine. I bambini di età inferiore o uguale ai sei anni assommavano a 4.900, dei quali 2.580 maschi e 2.320 femmine. Infine, coloro che erano in grado di saper almeno leggere e scrivere erano 23.422, dei quali 14.250 maschi e 9.172 femmine.